# Opus quasi-reticulatum

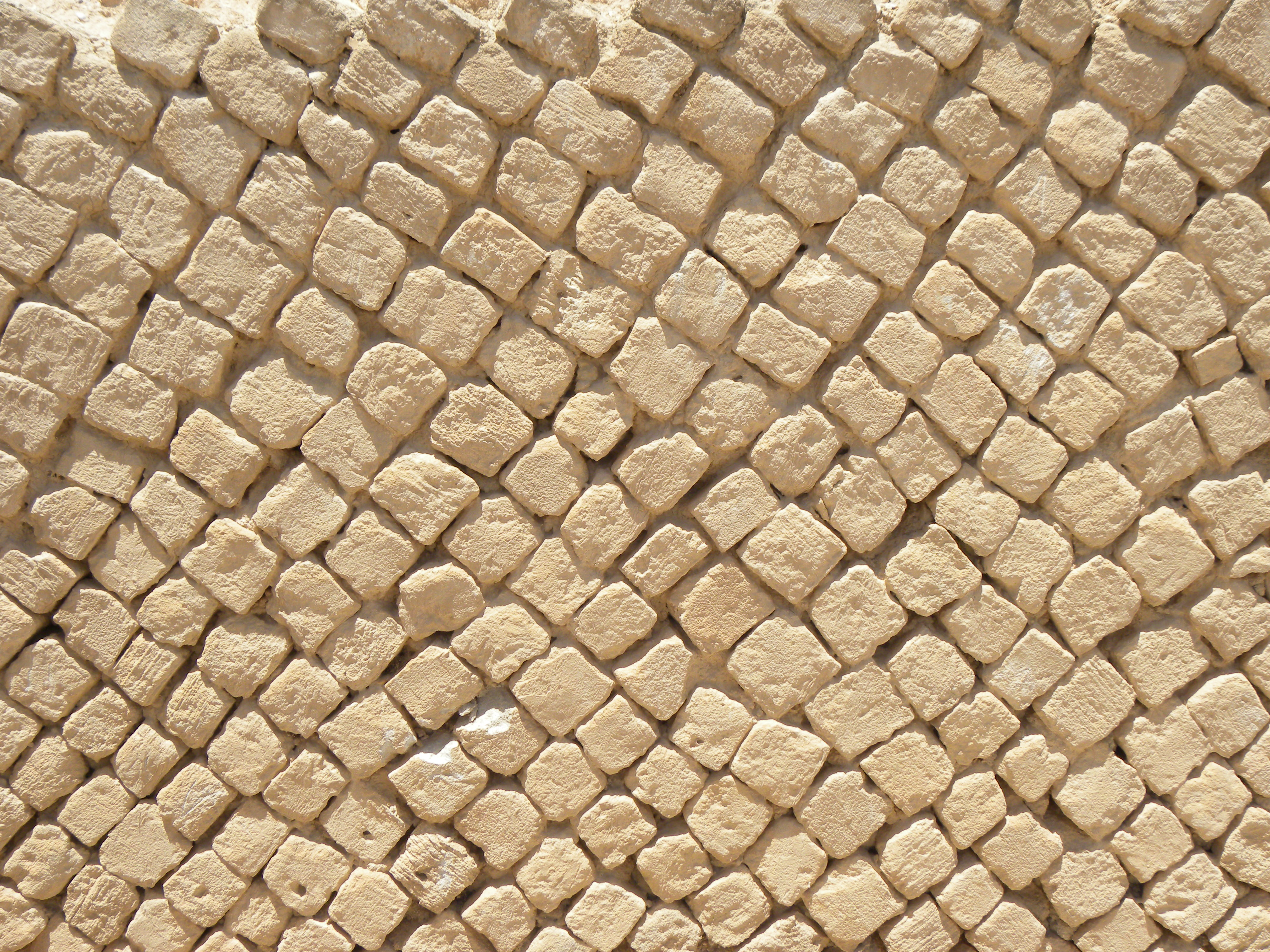
Opus quasi-reticulatum in het winterpaleis bij Jericho.

Opus quasi-reticulatum "zogenaamd netvormig werk" is een Romeinse techniek om betonnen constructies van een beschermingslaag te voorzien.

## Beschrijving
Romeins beton ofwel opus caementicium, vaak vermengd met puin of stenen, werd tussen de twee stenen muren gesmeerd, in dit geval rijen diagonaal gelegde stenen, Latijn: cubilia. De beton werd niet zoals bij moderne toepassingen gestort, maar in laagjes verwerkt, gelijk opgaand met de stenen bekleding. De stenen waren meestal gemaakt van tufsteen, soms van kalksteen. Ze lijken ruwweg vierkant te zijn, maar zijn in werkelijkheid piramidevormig. Door de diagonale ligging van de stenen lijkt de structuur van de muur op die van een visnet, maar de stenen waren niet allemaal gelijk en lagen niet in mooie rechte lijnen, wat de benaming verklaart. De stenen met een grondvlak van circa 7 x 7 cm werden met de punt naar binnen in het beton gezet, waardoor alleen het grondvlak zichtbaar is. Dit zorgde voor een betere binding tussen het beton en de stenen, bovendien was minder steen nodig.

## Geschiedenis
Opus quasi-reticulatum werd voor het eerst gebruikt in het laatste kwart van de 2e eeuw v.Chr. en was de opvolger van opus incertum, waarbij de buitenlaag uit onregelmatig steenwerk bestond. Aan het begin van de 1e eeuw v.Chr. kwam opus reticulatum op, waarbij de stenen allemaal gelijk zijn en in rechte rijen liggen. Opus quasi-reticulatum is een moderne term voor het overgangswerk en wordt gebruikt voor steenwerk met een onregelmatige netvormige structuur.